# مايكل نيوتن (مؤلف)
مايكل نيوتن (بالإنجليزية: Michael Newton)‏ (16 سبتمبر 1951، بيكرسفيلد في الولايات المتحدة)؛ روائي أمريكي.